# Томашичі (Генеральський Стол)
45°22′ пн. ш. 15°20′ сх. д. / 45.37° пн. ш. 15.34° сх. д.
Томашичі (хорв. Tomašići) — населений пункт у Хорватії, в Карловацькій жупанії у складі громади Генеральський Стол.

## Населення
Населення за даними перепису 2011 року становило 68 осіб.
Динаміка чисельності населення поселення: